# Грушкевич Меланія Омелянівна
Меланія Грушкевич (січень 1882, с. Денисів, Королівство Галичини і Володимирії, Австро-Угорщина нині Тернопільського району— 8 січня 1967, Івано-Франківськ, УРСР, СРСР) — українська громадська та культурно-освітня діячка. 

## Життєпис
Народилася в січні 1882 року в селі Денисів, нині Тернопільського району Тернопільської області, в родині Омеляна та Марії Бородієвич.
Вийшла заміж за видатного лікара-офтальмолога Ярослава Грушкевича (нар. 26 вересня 1873 — пом. 23 липня 1964), автора популярної праці «Про трахому» та інших видань з медицини. Сім'я спочатку мешкала у Тернополі, а з 1909 року переїхала до Станиславова. Тут подружжя вело величезну громадську роботу. В них була власна велика бібліотека енциклопедичних, наукових, медичних та художніх видань на різних мовах світу. 
Меланія Грушкевич була активною та провідною діячкою «Просвіти» та «Рідної школи» у Станиславові. Була членом окружної «Ради Пласту», опікувалася військовими полоненими у роки Першої світової війни та
воєнними могилами різних армій, зокрема, УСС та УГА. Залишилась цінова епістолярна спадщина Ярослава та Меланії Грушкевичів. 
Очолювала «Товариство руських женщин». Під час її головування, у 1922 році, «Товариство руських женщин» перейменовано на «Товариство українських жінок».

## Сім'я
- Омелян Бородієвич (нар. 1844 — пом. 1916) — батько. Вчитель у Денисові, активний член «Просвіти»[4].
- Марія Бородієвич (нар. 1857 — пом. 1890) — мати.
- Ярослав Грушкевич (нар. 26 вересня 1873, Дрогобич — пом. 23 липня 1964, Івано-Франківськ) — чоловік. Видатний лікар-офтальмолог, культурний та громадський діяч Станиславівщини. Автор популярної книги «Про трахому» та низки праць з офтальмології. Співавтор «Української Загальної Енциклопедії». Викладав гігієну в українській гімназії. 1903 році у складі делегації галичан був на відкритті пам'ятника Івану Котляревському в Полтаві. У 1911 році очолював Станиславівську філію Товариства українських наукових викладів ім.Петра Могили. У 1923 році — голова українського туристичного Товариства «Чорногора». Член Окружної Пластової ради (ОПР). Очолював Ювілейний комітет зі святкування 100-ліття уродин Тараса Шевченка в Станиславові. Був передостаннім головою Товариства «Українська Бесіда» в Станиславові[5].
- Тарас Юрій Грушкевич (нар. 15 вересня 1907, Тернопіль — пом. 15 жовтня 1969, Детройт, США) — старший син. Член Корпорації «Галич» у Данціґу, довголітній член Українського Пласту, Товариства Українських Інженерів в Україні та Америці, співзасновник інженерської кооперативи «Кір» у Львові, власник будівельного підприємства в Станиславові, інженер-фахівець Міністерстві Публічних Робіт у Південному Уельсі, Австралія, а опісля в Гаріебурґу, Клівленді та Детройті, Голова Товариства Земляків Станиславівщини в Детройті, член багатьох українських товариств і організацій[6].
- Микола Андрій Грушкевич (нар. 14 вересня 1912, Станиславів — пом. 27 грудня 2002, Парма, Огайо, США) — молодший син. Визначний діяч Пласту. Член гуртка «Крук» 11 куреня ім. Івана Мазепи в Станиславові, курінний суддя (1929—1930). У Німеччині вступив до Пластового Сеньйорату, був членом старшини ініціятивного пластового гуртка і проводу ОП УПС в Бамберґу (1946—1947). Член 7-го куреня УПС ім. А. Войнаровського у США з 1950 року, від 1956 року очолював курінь — батько куреня. З 1952 року у Клівленді, де також працював у Пласті. В ОП УПС був довший час членом проводу й провідником. Був членом Головної Ради Товариства «Орли» КАУМ[7].
- Іванна Блажкевич (1886-1977) — сестра, відома дитяча письменниця.
- Остап Бородієвич (1883-1920) — брат, сотник УГА, ветеринарний референт при секретаріаті Військових справ УГА. Загинув у більшовицькому полоні в 1920 році.
- Євген Бородієвич (1889-1924) — брат, поет, перекладач, хорунжий УСС та сотник УГА, автор мемуарно-белетристичної книги «В чотирикутнику смерті» (1921)[8].